# 2331 Parvulesco
2331 Parvulesco eller 1936 EA är en asteroid i huvudbältet som upptäcktes 12 mars 1936 av den belgiske astronomen Eugène Joseph Delporte i Uccle. Det har fått sitt namn efter den rumänske astronomen Constantin Pârvulescu.
Asteroiden har en diameter på ungefär 5 kilometer.